# Pichu et ses évolutions
Pour le perroquet, voir Personnages des Mystérieuses Cités d'or#Tao.
Pichu (ピチュー, Pichū, dans les versions originales en japonais) et ses évolutions, Pikachu (ピカチュウ, Pikachū) et Raichu (ライチュウ, Raichū), sont trois espèces de Pokémon.
Issus de la célèbre franchise de médias créée par Satoshi Tajiri, ils apparaissent dans une collection de jeux vidéo et de cartes, dans une série d'animation, plusieurs films, et d'autres produits dérivés, ils sont imaginés par l'équipe de Game Freak et dessinés par Ken Sugimori. Alors que Pikachu et Raichu font leur première apparition au Japon en 1996, dans les jeux vidéo Pokémon Vert et Pokémon Rouge et appartiennent donc à la première génération de Pokémon, Pichu n'a été créé qu'avec la deuxième en tant que pré-évolution de Pikachu. Ils sont du type électrique et occupent respectivement les 172e, 25e et 26e emplacements du Pokédex national, l'encyclopédie qui recense les différentes espèces de Pokémon.
Depuis la septième génération, Raichu possède une nouvelle forme, appelée Raichu d'Alola.

## Création
Propriété de Nintendo, la franchise Pokémon est apparue au Japon en 1996 avec les jeux vidéo Pocket Monsters Vert et Pocket Monsters Rouge. Son concept de base est la capture et l'entraînement de créatures appelées Pokémon, afin de leur faire affronter ceux d'autres dresseurs de Pokémon. Chaque Pokémon possède un ou deux types – tels que l'eau, le feu ou la plante – qui déterminent ses faiblesses et ses résistances au combat. En s'entraînant, ils apprennent de nouvelles attaques et peuvent évoluer en un autre Pokémon.

### Conception graphique
La conception de Pikachu et de Raichu est le fait, comme pour la plupart des Pokémon, de l'équipe chargée du développement des personnages au sein du studio Game Freak. Leur apparence est finalisée par Ken Sugimori pour la première génération des jeux Pokémon, Pokémon Rouge et Pokémon Vert, sortis à l'extérieur du Japon sous les titres de Pokémon Rouge et Pokémon Bleu,.
Pichu a été créé avec la deuxième génération de Pokémon, comme la pré-évolution de Pikachu, et fait sa première apparition en 1999 dans les jeux Pokémon Or et Argent. Ces jeux introduisent le système des bébés Pokémon : les Pokémon peuvent désormais se reproduire en pondant un œuf, qui contient la forme de base du Pokémon : ainsi, un œuf issu de deux Dracaufeu contient un Salamèche ; cependant, pour certains Pokémon, l'œuf ne contient pas la forme de base mais une forme pré-évoluée, généralement appelée « bébé ». Sept familles de Pokémon issues de la première génération se voient dotées d'un bébé, dont le design rappelle celui du Pokémon de base avec des traits plus arrondis, enfantins : pour Pikachu, le bébé est Pichu. Il porte le numéro 172 dans le Pokédex.

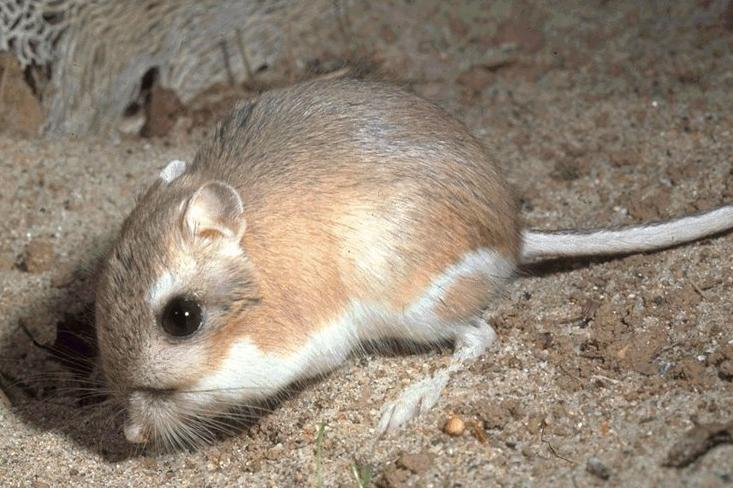
Un rat-kangourou.

Nintendo et Game Freak n'ont pas évoqué les sources d'inspiration de ces Pokémon. Néanmoins, certains fans avancent qu'ils pourraient être basés sur l'apparence d'une souris ou d'un écureuil. Plus précisément, Raichu aurait l'apparence d'un rat-kangourou. D'autres fans avancent l'hypothèse que le Pokémon serait basé de l'animal mythique japonais le raijū.

### Étymologie
Pichu, Pikachu et Raichu sont initialement nommés Pichu (ピチュー, Pichū), Pikachu (ピカチュウ, Pikachū) et Raichu (ライチュウ, Raichū) en japonais. Les trois noms sont des mots-valises formés autour de l'onomatopée « chu », signifiant le cri d'une souris. Selon IGN, Pikachu aurait comme préfixe « pika » signifiant « étincelle » et Raichu aurait « rai » signifiant « tonnerre ». Arrivé à la deuxième génération, selon Pokébip, Pichu serait simplement le diminutif de Pikachu.
Nintendo a décidé de donner aux espèces Pokémon des noms « astucieux et descriptifs », liés à l'apparence ou aux pouvoirs des créatures, lors de la traduction du jeu pour le public occidental. Il s'agit d'un moyen de rendre les personnages plus compréhensibles pour les enfants, notamment américains. Cependant pour ces trois Pokémon, les noms sont restés identiques en anglais, en allemand et en français.

## Description
Ces trois Pokémon sont les évolutions les uns des autres : Pichu évolue en Pikachu puis en Raichu. Comme Pichu n'apparaît qu'à la deuxième génération de jeu, à la première, Pikachu évolue en Raichu et n'a pas de pré-évolution. Dans les jeux vidéo, ces évolutions surviennent, respectivement, après un niveau de bonheur suffisant et avec l'exposition à une pierre foudre,. Pour évoluer en Raichu, Pichu doit d'abord évoluer en Pikachu.
Comme pratiquement tous les Pokémon, ils ne peuvent pas parler : lors de leurs apparitions dans les jeux vidéo tout comme dans la série d'animation, ils sont seulement capables de communiquer verbalement en répétant les syllabes de leur nom d'espèce en utilisant différents accents, différentes tonalités, et en rajoutant du langage corporel.

### Pichu

Boeing 747-481D de l'All Nippon Airways avec une livrée Pokémon (dont deux Pichu au centre), posé ici à l'aéroport international de Tokyo-Haneda, en 2010.

Tout comme son évolution directe, la couleur jaune de son pelage rappelle bien son appartenance au type Électrique.
Le Pokédex, une encyclopédie Pokémon fictive, raconte que les Pichu aiment s'amuser en produisant de petites décharges électriques. Cependant, sa petite queue ne peut faire office de prise terre contrairement à ses évolutions et il risque de s'électrocuter lui-même avec une décharge trop importante. Tout comme Pikachu et Raichu, ce sont ses joues roses qui sont la source de ses attaques mais il ne peut y stocker de l'énergie, elles se chargent cependant plus facilement les jours d'orage ou par un temps très sec.
Contrairement à ses évolutions dont le corps et la tête ne sont pas distincts, Pichu a un cou parfaitement visible, ce qui fait que le volume de sa tête égale celui de son corps.

### Pikachu
Pikachu est un Pokémon ressemblant à une souris jaune. Selon le Pokédex, il accumule l'énergie dans ses joues. Il est de type électrique. La puissance électrique relâchée est équivalente à celle d’un éclair.

### Pikachu gigamax
Pikachu gigamax est un pokémon de type ékectrik. Il possède une très grande queue qui lui sert à électrocuter son adversaire.

### Raichu
Raichu ressemble à un grand rongeur. Il a une fourrure orange, un ventre clair, les pattes brunes et des pommettes jaunes sur ses joues. Ses oreilles sont grandes et pointues et sa queue est longue et fine se terminant par un bout jaune en forme d'éclair. Comme tous les Pokémon électriques, Raichu absorbe les charges électriques nécessaires de son environnement comme en plantant sa queue dans la terre ou en la soulevant dans le ciel pour recueillir l'électricité de l'atmosphère. Il stocke alors la charge accumulée dans ses joues, comme sa pré-évolution Pikachu. Raichu semble être largement inspiré sur Raijū, le yōkai de la foudre compagnon du kami Raijin.
La capacité de Raichu de contenir les courants électriques est impressionnante ; ses attaques électriques ont habituellement une puissance de 10 000 volts, bien que des records allant jusqu'à 100 000 volts aient été enregistrés. Même lorsqu'il ne combat pas, le corps de Raichu libère une faible charge électrique qui le rend luminescent dans l'obscurité et donne une décharge à quiconque le touche négligemment.
Les aptitudes de Raichu dépendent partiellement de la quantité d'électricité qui parcourt son corps. Plus il a d'énergie emmagasinée, plus il est énergétique. Ses muscles sont stimulés (on le voit particulièrement lorsque ses oreilles sont dressées). Lorsque sa charge en électricité est élevée, Raichu devient extrêmement agressif. Pour éviter que cela arrive, Raichu se détend fréquemment en déchargeant l'électricité en excès en se servant de sa queue comme prise de terre. Dans la nature, on peut voir où les Raichu se sont déchargés par des traces rousses caractéristiques sur le sol autour des nids de Raichu. Ce comportement se retrouve également chez un Pokémon découvert récemment, Elecsprint, qui se décharge presque constamment.

### Raichu d'Alola
Raichu d'Alola est un pokémon de type ékectrik et psy et est issu de la septième génération. Il occupe la vingt-sixième place du pokédex. Il est marron foncé et ses oreilles son enroulées par rapport à son autre forme (qui lui a des oreilles en forme d'éclair). Il peut utiliser sa queue comme surf ou encore l'utiliser comme moyen de déplacement aérien (grâce à ses pouvoirs psychiques qui lui permets de léviter).Il est devenu comme ça à force de manger des Malasadas.

## Apparitions

### Jeux vidéo
Pichu, Pikachu et Raichu apparaissent dans la série de jeux vidéo Pokémon. Pikachu et Raichu apparaissent pour la première fois dans pokémon rouge et vert (Japon)  et dans pokémon rouge et bleu (en Europe et aux États-Unis) quant à Pichu, lui, il apparaît pour la première fois dans pokémon or et argent. Raichu d'Alola apparaît pour la première fois dans pokémon soleil et lune et pikachu gigamax dans pokémon épée et bouclier. D'abord en japonais, puis traduits en plusieurs autres langues, ces jeux ont été vendus à près de 200 millions d'exemplaires à travers le monde. Pikachu et Raichu font leur première apparition le 27 février 1996, dans les jeux japonais Pocket Monsters Aka (ポケットモンスター 赤, Poketto Monsutā Aka, Pocket Monsters Rouge) et Pocket Monsters Midori (ポケットモンスター 緑, Poketto Monsutā Midori, Pocket Monsters Vert) (remplacé dans les autres pays par la version Bleue). Mis à part Pikachu qui apparaît seul dans la version jaune, depuis la première édition de ces jeux, Pikachu et Raichu sont réapparus dans les versions or, argent, cristal, rubis, saphir, émeraude, rouge feu, vert feuille, diamant, perle et platine. Pichu fait sa première apparition le 21 novembre 1999, dans les jeux japonais Pocket Monsters Kin (ポケットモンスター 金, Poketto Monsutā Kin, Pocket Monsters Or) et Pocket Monsters Gin (ポケットモンスター 銀, Poketto Monsutā Gin, Pocket Monsters Argent). Mis à part à la première génération, où il n'était pas créé, il apparaît dans les mêmes versions que ses évolutions.
En combat, les attaques les plus puissantes de Pichu, Pikachu et Raichu sont « Tonnerre » (Thunderbolt), « Fatal-Foudre » (Thunder) et « Électacle » (Volt Tackle), toutes trois de type Électrik. Ils disposent également de la capacité spéciale « Statik » (Static), qui peut paralyser le Pokémon adverse si celui-ci les touche, ou, depuis la cinquième génération, de « Paratonnerre » (Lightningrod), qui attire sur eux les attaques électriques, auxquelles ils sont résistants, lors d'un combat en double. Pikachu et Raichu peuvent se reproduire avec les Pokémon des groupes d'œufs Champ et Fée ; l'œuf contient un Pichu si la femelle au moins est un Pikachu ou un Raichu et éclot après 2 560 pas. Comme les autres bébés Pokémon, Pichu ne peut être capturé à l'état sauvage avant la quatrième génération et ne pouvait donc être obtenu que par reproduction auparavant.
En plus de Pikachu, cette famille de Pokémon apparaît dans d'autres jeux de la franchise Nintendo du fait de sa grande notoriété. Pichu apparaît par exemple dans le jeu Super Smash Bros. Melee de HAL Laboratory sur Nintendo Game Cube. Tout comme beaucoup de personnages cachés, c'est une variation d'un personnage de départ pour lequel atouts et handicaps sont redistribués : on retrouve donc un système de jeu similaire à celui de Pikachu mais rendu plus difficile par l'ajout de la condition d'automutilation lors de l'utilisation d'attaques spéciales (les plus puissantes pour les deux personnages), des capacités de saut amoindries, une plus grande légèreté le rendant plus facilement expulsable et des caractéristiques générales diminuées.

### Série télévisée et films
La série télévisée Pokémon ainsi que les films sont des aventures séparées de la plupart des autres versions de Pokémon et mettent en scène Sacha en tant que personnage principal. Sacha et ses compagnons voyagent à travers le monde Pokémon en combattant d'autres dresseurs Pokémon. Pikachu est le compagnon de Sacha durant tout la série animée et tous les films.
Raichu apparaît plusieurs fois, comme dans La Montagne de l'évolution où il fait une apparition rapide en tant que Pokémon ayant évolué grâce à une Pierre d'évolution.
Mais aussi et surtout lorsque Sacha veut obtenir son troisième badge à Carmin-Sur-Mer dans l'épisode Un face à face électrique ; pour cela, il doit battre le Major Bob, qui possède un Raichu. Ce Raichu est la terreur de l'arène grâce à sa grande puissance physique et à sa charge électrique très forte, le Pikachu de Sacha se fera battre une première fois en voulant jouer sur le même terrain. Finalement Pikachu vaincra le Raichu grâce à sa vitesse acquise avec l'expérience; alors que le Major Bob, ayant évolué trop vite son Pokémon, n'a pu lui apprendre la vitesse.

## Réception
C'est la forme évoluée de Pikachu, le plus populaire et le plus apprécié de tous les Pokémon. À l'instar de ses évolutions Pikachu et Raichu, Pichu est un Pokémon très populaire.[réf. nécessaire]